# پیچش
پیچش یک جسم در مکانیک جامدات، ناشی از یک گشتاور تعریف می‌شود. پیچش در واحدهای پاسکال  Pa(معادل با نیوتن بر متر مربع)  یا پوند بر اینچ مربع (psi) تعریف می شود. در‌حالی که واحد گشتاور نیوتون متر(N.m) یا پوند در فوت (lbf.ft) است.در مقاطعی که عمود بر محور گشتاور هستند، تنش برشی عمود بر شعاع است. 
در مقاطع غیر دایروی، پیچش با اعوجاجی که warping(پیچ و تاب)نامیده می شود همراه است که در آن مقاطع عرضی به صورت صفحه باقی نخواهند ماند. برای شفت هایی که سطح مقطع آن در تمام طول آن یکسان است، پیچش رابطه‌زیر را خواهد داشت:  
{\displaystyle T={\frac {J_{\text{T}}}{r}}\tau ={\frac {J_{\text{T}}}{\ell }}G\varphi }
●T گشتاور یا ممنتوم وارد شده در واحد N.m است.
●  {\displaystyle \tau }ماکزیمم تنش برشی در بیرونی‌ترین صفحه است. 
●{\displaystyle {J_{\text{T}}}} ثابت پیچش برای مقطع مشخص است. که اغلب معادل با گشتاور دوم سطح حول محور خنثی است. 
●  r  فاصله‌ی عمودی بین محور دوران و دورترین نقطه روی مقطع است(در بیرونی‌ترین صفحه)
● {\displaystyle {\ell }}طول جسمی است که گشتاور به آن وارد شده است.
● {\displaystyle \varphi } زاویه ی پیچش به رادیان است.
● G مدول برشی است.همچنین مدول سختی نیز نامیده می‌شود و اغلب به گیگاپاسال(GPa) داده می‌شود.

## تعاریف نظری و کاربرد ها
پيچش عبارتست از تنش توليد شده در هنگام پيچاندن يک جسم. پيچش در جسم توسط تورک توليد مي شود. يک جسم همانند يک ميله ي استوانه اي شکل يا يک تير ساختماني هنگامي که يک انتهاي آن ثابت باشد و انتهاي ديگر با زاويه ي صحيحي نسبت به يک خط (محور طولي) چرخانده شود، تحت پيچش قرار مي گيرد. پيچش هنگامي که دو انتهاي جسم در جهات متضاد پيچيده شوند نيز بوجود مي آيد.
يک جسم تا حدود مشخصي تمايل دارد تا در برابر پيچش مقاومت کند. جسم تمايل دارد که پس از برداشته شدن تورک سريعاً به حالت اصلي خود برگردد. قطعاتي همانند فنرهاي مارپيچ و هواپيماهاي اسباب بازي که توسط نوارهاي لاستيکي پيچيده شده نيرو مي گيرند مبتني بر اين خصوصيت هستند. ميله هاي پيچشي که همانند فنر در اتومبيل ها عمل مي کنند نمونه اي از کاربرد پيچش ها هستند.
هنگامي که پيچش از حد مقاومت يک جسم فراتر مي رود، جسم بريده مي شود يا شکسته مي شود. تيرهاي ساختماني محورهاي چرخ دنده ها و ديگر اجسامي که در معرض تورک قرار دارند بايد به گونه اي طراحي شوند که در برابر پيچشي که در آنها توليد مي شود مقاومت کند.
ترازوي پيچشي وسيله اي است که براي اندازه گيري نيروهاي بي نهايت کوچک همانند نيروهاي جاذبه اي گرانشي بين دو جسم کوچک يا اندازه گيري ميزان نيروهاي کوچک الکتروستاتيکي مورد استفاده قرار مي گيرد. يک ترازوي پيچشي ساده، شامل يک سيم با يک ميله ي افقي که از آن آويزان است مي باشد. به طور مثال هنگامي که مي خواهيم نيروي جاذبه اي گرانشي را اندازه بگيريم جسمي با جرم مشخص به نزديکي انتهاي يک ميله آورده مي شود. ميله به ميزان کوچکي مي چرخد و سيم تحت پيچش قرار مي گيرد. ميزان نيرويي که به ميله اعمال شده است بوسيله ي ميزان پيچش سيم محاسبه مي شود که اين محاسبه بوسيله ي يک مقياس مدرج انجام مي شود. ترازوي پيچشي در اواخر قرن نوزدهم به طور مجزا توسط آگوستين کولمب (Augustin de Coulomb) فيزيکدان فرانسوي و جان مايکل (John Michell) دانشمند انگليسي اختراع شد.[1]

## ویژگی ها
تنش برشی در نقطه‌ای درون شفت، مطابق رابطه‌ی روبرو است:                                      {\displaystyle \tau ={Tr \over J_{\text{T}}}}بیش‌ترین تنش برشی در صفحه‌ای از شفت رخ می‌دهد که شعاع در آن صفحه ماکزیمم باشد. بیش‌ترین تنش روی صفحه ممکن است با ترکز تنش همراه باشد. مانند نقاط ناهموار. بنابراین شفت هایی که برای کارهایی با گشتاور های بالا استفاده می‌شوند، سطحشان پولیش می شود که این امر منجر به کاهش مقدار ماکزیمم تنش در شفت و افزایش طول آن‌ها می‌شود.
زاویه‌پیچش از رابطه‌ی روبرو حاصل می‌شود:                                                         {\displaystyle \varphi _{}={\frac {T\ell }{GJ_{\text{T}}}}}

## محاسبات ساده
محاسبات شفت توربین بخار برای توربوست:
فرض ها:
● توان انتقالی توسط شفت{\displaystyle 1000MW} است. این عدد برای یک نیروگاه هسته‌ای بزرگ عادی است.
● تنش تسلیم فولاد استفاده شده در شفت {\displaystyle 250\times 10^{6}N/m^{2}}  است.
● فرکانس برق{\displaystyle 50Hz} است. این فرکانس در اروپا رایج است. درشمال آمریکا فرکانس{\displaystyle 60Hz} است. فرکانس زاویه ای({\displaystyle w} ) از رابطه‌‌ی روبرو به دست می‌آید:               {\displaystyle w=2\pi f}
گشتاور منتقل شده به وسیله‌ی شفت به وسیله‌ی رابطه‌ی روبرو با توان مرتبط می‌شود.                                     {\displaystyle P=Tw}

فرکانس زاویه‌ای {\displaystyle 16.314(w)} وگشتاور  {\displaystyle 1831.3N.m} به دست می‌آید. تنش ماکزیمم از رابطه‌ی روبرو تبعیت می کند:{\displaystyle T_{\max }={\frac {{\tau }_{\max }J_{\text{zz}}}{r}}}
بعد از جای‌گذاری {\displaystyle J_{\text{zz}}} ، رابطه‌ به شکل زیر دست می‌آید.
{\displaystyle D=\left({\frac {16T_{\max }}{\pi {\tau }_{\max }}}\right)^{1/3}}
قطر 40cm است. اگر ضریب اطمینان 5 را اعمال کنیم، شعاع به دست آمده برای تنش ماکزیمم(که معادل تنش تسلیم تقسیم بر 5 است)69cm به دست می‌آید. این عدد سایز تقریبی یک شفت توربوست در نیروگاه هسته‌ای است.

## حالت شکست
تنش برشی به شفت می‌تواند به وسیله‌ی دایره‌ی موور به تنش‌های اصلی تبدیل شود. هنگامی که شفت تحت پیچش بارگذاری می‌شود، یکی از تنش‌های اصلی تحت کشش و دیگری تحت فشار قرار می‌گیرد. این تنش‌ها در مارپیچی با زاویه‌ی 45 درجه که دور شفت پیجیده می‌شود جهت‌دار می‌شوند. هنگامیکه شفت از فلز شکننده ساخته شده‌باشد، شفت به وسیله‌ی ترکی آغازگر بر روی سطح که به هسته‌ی شفت گسترش پیدا می کند و به شکل مارپیچی با زاویه‌ی 45 درجه می‌شکند. می‌توان به وسیله‌ی پیچاندن یک قطعه گچ تخته سیاه این حالت را نشان داد. در شفت های تو خالی جدار نازک، حالت کمانش پیچشی با چین و چروک‌هایی که زاویه‌ی 45 درجه با محور شفت می‌ساند، تحت بارگذاری بیش از اندازه پدید می‌آید.

## لینک های به بیرون
- Solid Mechanics at Wikibooks
- The dictionary definition of torsion at Wiktionary